# Non sono io. (Musiche di Luigi Tenco)
Non sono io. (Musiche di Luigi Tenco) è il quarto album omaggio monografico a Luigi Tenco della cantante italiana Tiziana Ghiglioni, con la partecipazione del pianista Stefano Bollani, uscito nel 2010.

## L'album
Tiziana Ghiglioni torna ad interpretare Luigi Tenco dopo tre cd Tenco Project del 1993,  Tiziana Ghiglioni canta Luigi Tenco del 1994 e  Tenco in jazz del 1998.
In questo lavoro, li arrangiamenti sono inusuali, l'organico è diverso per quasi tutti i brani, si ripete solo nei brani 7 e 12. Inoltre manca ovunque il contrabbasso (o simili). In totale ci contano dodici diversi assortimenti strumentali: un solo, due trii, tre quartetti, quattro quintetti e due sestetti. Ci sono infine due temi ripetuti, con piccole e sostanziali varianti: Ragazzo mio e Se sapessi come fai.

## Tracce
1. Io sono uno
2. Ragazzo mio
3. Pensaci un po’
4. Ballata della moda
5. Arcobaleni
6. Quasi sera (Carlo Donida, Luigi Tenco)
7. Non sono io
8. Ormai
9. Uno di questi giorni ti sposerò
10. Se sapessi come fai
11. Una vita inutile
12. Ragazzo mio
13. Se sapessi come fai

## Musicisti
- Tiziana Ghiglioni - voce
- Emanuele Parrini - violino, viola
- Giorgio Li Calzi - tromba, elettronica
- Nico Gori - clarinetto, sax tenore e soprano
- Paolo Alderighi - pianoforte
- Tiziano Tononi - batteria
- Stefano Bollani - voce e pianoforte